# Малая Матрёнка
Ма́лая Матрёнка — деревня Верхнематренского сельсовета Добринского района Липецкой области .

## История
По документам известна со второй половины XVIII в. В 1782 г. имела 12 дворов.

## Название
Название — по реке Матренке. От тюркского матурлык — красота.

## Население
| 2010 |
| ---- |
| 97   |